# فهرست موسیقی‌دانان جاز
- آستور پیاتزولا
- اتا جونز
- اتا جیمز
- احمد جمال
- آرت بلیکی
- آرت تیتوم
- آرتورو ساندووال
- آرتی شا
- ارنت کولمن
- ارول گارنر
- ارل فاتا هاینز
- اریک دلفی
- استفان گراپللی
- استن کنتون
- استن گتز
- استیسی کنت
- اسکات جاپلین
- آسکار پیترسن
- الا فیتزجرالد
- الدار جانگیروف
- آنتونیو کارلوس ژوبیم
- آنیتا اودی
- آرچی شپ
- بابی مک فرین
- باد پاول
- بادی ریچ
- بارنی کسل
- برانفورد مارسالیس
- بن وبستر
- بنی گودمن
- بیکس بیدربکی
- بیل اوانس
- بیلی هالیدی
- پگی لی
- پل دزموند
- پل گانزالوز
- تامی دورسی
- تلانیوس مانک
- توتس تیلمانز
- تونی بنت
- جان ابرکامبی
- جان اسکوفیلد
- جان دانکوورث
- جان کولترین
- جانی هاجز
- جاکو پاستوریوس
- جرج بنسون
- جری مالیگن
- جسیکا ویلیامز
- جک تی‌گاردن
- جلی رول مورتن
- جنگو راینهارت
- جو هندرسن
- جی جی جانسن
- جین کروپا
- جیم هال
- جیمی اسمیت
- جیمی دورسی
- چارلز مینگس
- چارلی برد
- چارلی پارکر
- چت بیکر
- چیک کوریا
- حافظ مدیرزاده
- دان چری
- داینا کرال
- دکستر گوردون
- دوک الینگتن
- دیزی گیلیسپی
- دیو بروبک
- ران کارتر
- رابرت آیلر
- روبرتا گامبارینی
- روی الدریچ
- روی هارگرو
- ری براون
- ری چارلز
- ریشار گالیانو
- سارا وان
- سان را
- سانی استیت
- سانی رالینز
- سیدنی بشت
- شرلی هورن
- صاحب شهاب
- فتس والر
- فرانک سیناترا
- کارمن مک‌ری
- کانت بیسی
- کل جیدر
- کلمن هاکینز
- کننبال ادرلی
- کنی بورل
- کوتی ویلیامز
- کی ویندینگ
- کیث جرت
- کینگ آلیور
- گاتو باربیری
- گلن میلر
- عزیزه مصطفی‌زاده
- فیریا سندرز
- لاریندو آلمیدا
- لاینل همپتن
- لستر یانگ
- لنا هورن
- لویی آرمسترانگ
- مارکوس میلر
- ماریان مک‌پارتلند
- مایلز دیویس
- مدلین پرو
- مکس روچ
- ملودی گاردو
- میشل پتروچیانی
- میشل لوگراند
- میلت جکسن
- نت کینگ کول
- نینا سیمون
- وس مانتگومری
- وودی هرمن
- وینتون مارسالیس
- هربی من
- هوراس سیلور
- هوگی کارمایکل
- یوسف لطیف
- بیل یاویلیام ژورژت
- بنی کارتر